# Celebration of Life Festival
Das Celebration of Life Festival war ein Rockfestival, das vom 24. bis zum 27. Juni 1971 auf der Cypress Pointe Plantation in McCrea, Louisiana, USA, stattfand. Ursprünglich für acht volle Tage geplant, mit so bekannten Musikern wie The Beach Boys, Pink Floyd, Miles Davis und B. B. King, wurde das Festival, das bereits mit drei Tagen Verspätung begonnen hatte, nach vier Tagen abgebrochen, und keiner der eben genannten Musiker war aufgetreten. Zu den Ursachen des frühen Abbruchs gehörten die Hitze, eine Moskitoplage, Mangel an Nahrung, Wasser und sanitären Anlagen, Polizeigewalt und ausufernder Drogenmissbrauch. Laut Rolling Stone gab es mindestens drei bestätigte Todesopfer. Über 60.000 Rockfans haben das Festival besucht.

## Geschichte
Veranstalter war der 29-jährige Steve Kapelow aus New Orleans, der unter anderem bereits beim New Orleans Pop Festival 1969 und dem Atlanta Pop Festival 1970 mitgearbeitet hatte. Die Tickets kosteten 28 US-Dollar im Vorverkauf per Post. Die Behörden versuchten, das Festival zu verhindern, wodurch sich die Auswahl eines geeigneten Geländes verzögerte und die Organisation erschwert wurde. Die Ankündigungen sahen neben der Musik unter anderem auch Jahrmarktsattraktionen wie Riesenräder, Zirkusakrobaten und -tiere, aber auch Workshops und Seminare vor. Die Veranstalter erwarteten um die 50.000 Besucher.
Der Beginn des Festivals wurde mehrfach verschoben. Statt wie geplant am Montag, dem 21. Juni 1971, gab es die ersten Vorführungen am Donnerstag. Dadurch reisten viele der angekündigten Musiker wieder ab, da sie andere Verpflichtungen hatten. Bei einem Gewitter stürzte ein Teil des Bühnenaufbaus um, ein Arbeiter wurde von einer Stange durchbohrt, überlebte aber. Im nahen Atchafalaya River ertranken zwei Besucher (nach anderen Quellen vier), die im Wasser Abkühlung gesucht hatten. Ein weiterer Besucher starb an einer Überdosis. Die als Sicherheitsteam engagierte Biker-Gang Galloping Gooses drangsalierte das Publikum. Ein verdeckter Drogenfahnder schoss in die Menge, als er mit Flaschen beworfen wurde, und verletzte einen Festivalbesucher am Bein; der Verletzte wurde wegen versuchten Mordes und Anstiftung zum Aufruhr festgenommen. Am Montagmorgen (28. Juni) gaben die Veranstalter auf und beendeten die Veranstaltung.
Neben den vielen schlechten Nachrichten gab es auch einige positive Berichte über das Festival.

## Aufgetretene Bands und Musiker
Wegen der Hitze fanden die Konzerte über Nacht statt, von 6 Uhr abends bis 6 Uhr morgens. Es traten auf: Ballin’ Jack, Chuck Berry, Black Oak Arkansas, Bloodrock, Brownsville Station, The Chambers Brothers, Ruth Copeland, Delaney & Bonnie, Glass Harp, It’s a Beautiful Day, Country Joe McDonald, Melanie, Ted Nugent & The Amboy Dukes, Potliquor, Boz Scaggs, John Sebastian, The Stephen Stills Band, Stoneground, Ike & Tina Turner, WAR sowie Jimmy Witherspoon mit Eric Burdon.
Angekündigt, aber nicht aufgetreten waren: The Allman Brothers Band, The Beach Boys, The Butterfield Blues Band, Canned Heat, Miles Davis, Dixieland Jazz Band, Flying Burrito Brothers, John Hartford, Richie Havens, John Lee Hooker, James Gang, B. B. King, Roland Kirk, Taj Mahal, Mandrill, Buddy Miles, Pink Floyd, Quicksilver Messenger Service, Seatrain, Ravi Shankar, Sly & the Family Stone, Cat Stevens, Alex Taylor, Kate Taylor, Voices Of East Harlem, Edgar Winter’s White Trash und Johnny Winter.